# Calea lucidivenia
Calea lucidivenia là một loài thực vật có hoa trong họ Cúc. Loài này được Gleason & S.F.Blake mô tả khoa học đầu tiên năm 1939.